# Puchar Karaibów w piłce nożnej 2008
Puchar Karaibów 2008 – piętnasta edycja turnieju piłkarskiego o miano najlepszej reprezentacji zrzeszonej w Caribbean Football Union, jednej z podstref konfederacji CONCACAF. Turniej rozegrano w Jamajce w dniach 4–14 grudnia 2008.
Jamajka jako gospodarz oraz Haiti jako obrońca tytułu miały zapewniony udział w turnieju finałowym, a pozostałych uczestników wyłoniono w eliminacjach. Cztery najlepsze zespoły kwalifikowały się do Złotego Pucharu CONCACAF 2009.

## Eliminacje
Źródło:

## Faza Grupowa
Legenda:
| Awans do półfinału |

### Grupa A
| Zespół            | Pkt | M | W | R | P | Br+ | Br− | +/− |
| ----------------- | --- | - | - | - | - | --- | --- | --- |
| Kuba              | 6   | 3 | 2 | 0 | 1 | 5   | 2   | +3  |
| Gwadelupa         | 4   | 3 | 1 | 1 | 1 | 6   | 6   | 0   |
| Haiti             | 4   | 3 | 1 | 1 | 1 | 4   | 4   | 0   |
| Antigua i Barbuda | 2   | 3 | 0 | 2 | 1 | 3   | 6   | -3  |

| 4 grudnia 2008 | Haiti · Norde 72' | 1 : 1(0:0) | Antigua i Barbuda · 53' Constant | Jarrett Park, Montego Bay Sędzia: Mark Forde |
|                |                   |            |                                  |                                              |

| 4 grudnia 2008 | Gwadelupa · Hannany 27' | 1 : 2(1:1)Raport | Kuba · 8' Fernandez · 74' Linares | Jarrett Park, Montego Bay Sędzia: Neal Brizan |
|                |                         |                  |                                   |                                               |

| 6 grudnia 2008 | Kuba · Márquez 7' · Linares 20' · Colomé 35' (k) | 3 : 0(3:0)Raport | Antigua i Barbuda | Trelawny Stadium, Trelawny Sędzia: Courtney Campbell |
|                |                                                  |                  |                   |                                                      |

| 6 grudnia 2008 | Haiti · Boucicaut 45' (k) · Ednerson 68' | 2 : 3(1:2)Raport | Gwadelupa · 14' Antoine-Curier · 17' Niçoise · 90' Lambourde | Trelawny Stadium, Trelawny Sędzia: Trevor Taylor |
|                |                                          |                  |                                                              |                                                  |

| 8 grudnia 2008 | Kuba | 0 : 1(2:3)Raport | Haiti · 35' Boucicaut | Jarrett Park, Montego Bay Sędzia: Neal Brizan |
|                |      |                  |                       |                                               |

| 8 grudnia 2008 | Antigua i Barbuda · Byers 35' · Constant 90' | 2 : 2(1:1)Raport | Gwadelupa · 1' Antoine-Curier · 63' Gendrey | Jarrett Park, Montego Bay Sędzia: Courtney Campbell |
|                |                                              |                  |                                             |                                                     |

### Grupa B
| Zespół            | Pkt | M | W | R | P | Br+ | Br− | +/− |
| ----------------- | --- | - | - | - | - | --- | --- | --- |
| Jamajka           | 7   | 3 | 2 | 1 | 0 | 7   | 2   | +5  |
| Grenada           | 6   | 3 | 2 | 0 | 1 | 6   | 7   | -1  |
| Trynidad i Tobago | 4   | 3 | 1 | 1 | 1 | 4   | 4   | 0   |
| Barbados          | 0   | 3 | 0 | 0 | 3 | 4   | 8   | -4  |

| 3 grudnia 2008 | Trynidad i Tobago · Leo 70' (sam.) | 1 : 2(0:1) | Grenada · 36' Bain · 90' Charles | Independence Park, Kingston Sędzia: Otis James |
|                |                                    |            |                                  |                                                |

| 3 grudnia 2008 | Jamajka · Austin 76' · Shelton 82' (k) | 2 : 1(0:1)Raport | Barbados · 45' Williams | Independence Park, Kingston Sędzia: Joel Aguilar |
|                |                                        |                  |                         |                                                  |

| 5 grudnia 2008 | Barbados · Goodridge 13' | 1 : 2(1:1)Raport | Trynidad i Tobago · 42' (k), 73' (k) McFarlane | Jarrett Park, Montego Bay Sędzia: Javier Jáuregui |
|                |                          |                  |                                                |                                                   |

| 5 grudnia 2008 | Jamajka · Vernan 7' · Shelton 18' · Williams 53' · Phillips 78' | 4 : 0(2:0)Raport | Grenada | Jarrett Park, Montego Bay Sędzia: Roberto Moreno |
|                |                                                                 |                  |         |                                                  |

| 7 grudnia 2008 | Grenada · Bain 14', 28', 67' · Julien 22' | 4 : 2(3:0)Raport | Barbados · 71', 78' Williams | Trelawny Stadium, Trelawny Sędzia: Joel Aguilar |
|                |                                           |                  |                              |                                                 |

| 7 grudnia 2008 | Jamajka · Vernan 46' | 1 : 1(0:0)Raport | Trynidad i Tobago · 81' McFarlane | Trelawny Stadium, Trelawny Sędzia: Roberto Moreno |
|                |                      |                  |                                   |                                                   |

## Faza Pucharowa

### Półfinały
| 11 grudnia 2008 17:00 UTC-05:00                                          | Kuba · Colomé 14' · Linares 33' | 2 : 2 (po dogr.) k. 5:6(2:1, 2:2, 2:2)Raport                        | Grenada · 12' Charles · 80' Bain | Independence Park, Kingston Sędzia: Roberto Moreno |
|                                                                          |                                 |                                                                     |                                  |                                                    |
|                                                                          |                                 | Rzuty karne                                                         |                                  |                                                    |
| Cervantes · Martínez · Colomé · Minoso · Márquez · Urguelles · Fernández |                                 | Modeste · Rennie · Bain · Marshall · Charles · Langaigne · Williams |                                  |                                                    |

| 11 grudnia 2008 19:00 UTC-05:00 | Jamajka · Thompson 11' · Shelton 57' | 2 : 0(1:0)Raport | Gwadelupa | Independence Park, Kingston Sędzia: Joel Aguilar |
|                                 |                                      |                  |           |                                                  |

### Mecz o 3. miejsce
| 14 grudnia 2008 15:30 UTC-05:00                  | Kuba | 0 : 0 (po dogr.) k. 4:5Raport                         | Gwadelupa | Independence Park, Kingston Sędzia: Trevor Taylor |
|                                                  |      |                                                       |           |                                                   |
|                                                  |      | Rzuty karne                                           |           |                                                   |
| Cervantes · Martínez · Márquez · Minoso · Colomé |      | Nabab · Hannany · Vertot · Antoine-Curier · Lambourde |           |                                                   |

### Finał
| 14 grudnia 2008 18:00 UTC-05:00 | Jamajka · Shelton 17' (k), 71' (k) | 2 : 0(1:0)Raport | Grenada | Independence Park, Kingston Sędzia: Roberto Moreno |
|                                 |                                    |                  |         |                                                    |

## Strzelcy
5 goli
- Kithson Bain
- Luton Shelton

3 gole
- Riviere Williams
- Roberto Linares
- Errol McFarlane

2 gole
- Adrian Constant
- Ricky Charles
- Mickaël Antoine-Curier
- Alexandre Boucicaut
- Eric Vernan
- Yenier Márquez
- Devon Jorsling

1 gol
- Peter Byers
- Gregory Goodridge
- Marcus Julien
- Gregory Gendrey
- Lery Hannany
- Jean-Luc Lambourde
- Michaël Niçoise
- Raymond Ednerson
- Sony Norde
- Rudolph Austin
- Demar Phillips
- Oneil Thompson
- Andy Williams
- Jaime Colomé
- Joel Colomé
- Reysandry Fernandez

gole samobójcze
- Dwayne Leo (dla Trynidadu i Tobago)